# Ивахненко, Григорий Сергеевич
Григорий Сергеевич Ивахненко  (17 ноября 1902 — 1956, Ростов-на-Дону) — хирург, доктор медицинских наук, профессор. Ректор Ростовского государственного медицинского университета (1950—1956).

## Биография
Григорий Сергеевич Ивахненко родился 17 ноября 1902 года. В 1916 году скончался его отец, и мальчика воспитывал его дед. Григорий Сергеевич учился в двухклассном училище, в средней школе. В 1927 году закончил медицинский факультет Северо-Кавказского университета (ныне Ростовский государственный медицинский университет). По окончании учёбы работал врачом на врачебном пункте посёлка Зимовники Зимовниковского района Ростовской области.
С 1931 года работал в клинике факультетской хирургии Ростовского медицинского института — ординатором, аспирантом, ассистентом, с 1938 года — доцентом. В 1935 году защитил кандидатскую диссертацию.
Одновременно с работой на кафедре работал научным сотрудником, с 1936 года — руководителем Ростовского института переливания крови.
В годы Великой Отечественной войны — главный хирург 56-й армии, ведущий хирург эвакогоспиталя Наркомздрава (НКЗ) Ростовской области, директор института переливания крови.
В 1945 году Г. С. Ивахненко защитил докторскую диссертацию на тему «Перитониты». Область научных интересов: вопросы этиологии перитонитов, лечение ожоговой болезни, длительно незаживающих ран, эндартериита.
Григорий Сергеевич Ивахненко является автором около 50 научных работ, включая 5 монографий. Под его руководством 5 аспирантов защитили кандидатские диссертации: В. Я. Рудакова — на тему «Материалы о реакции ретикулоэндотелиальной системы при облитерирующем эндартериите»; А. Ф. Добросердов — «Регенерация крови у доноров, длительно дающих кровь»; Е. Д. Чирвина — «Пластика трофических язв и дефектов ткани консервированной кожей»; В. П. Трухов — «К вопросу о влиянии нервной системы на регенерацию костной мозоли»; А. П. Панков — «Оперативное лечении ложных суставов с применением двухэтапной гипсовой повязки».
С 1950 года Г. С. Ивахненко был директором Ростовского медицинского института (ныне Ростовский государственный медицинский университет), депутатом Ростовского городского совета депутатов трудящихся.
Григорий Сергеевич Ивахненко скончался в 1956 году в Ростове-на-Дону.

## Награды и звания
- орден Красной Звезды,
- орден «Знак Почёта»,
- медали.